# IS-DOS
El iS-DOS es un sistema operativo de disco usado por algunos clónicos rusos del ZX Spectrum con interface de disco Beta Disk. El iS-DOS fue desarrollado en 1990 o 1991 por Iskra Soft Ltd. (Leningrado, URSS).
Soporta discos flexibles DS y DD, discos duros y CD-ROM.
Una versión moderna para el ordenador ATM es TASiS, desarrollada por NedoPC.
- Datos: Q1939543